# Дзвін (фестиваль)
«Дзвін» — український музичний фестиваль, проводився три роки поспіль (1990, 1991, 1992).
Організатор і директор фестивалю — Микола Кунцевич.
Виходячи з реалій часу, фестиваль мав визвольно-патріотичне спрямування. Після здобуття Україною незалежності організатор фестивалю вважав ціль досягнутою та припинив організовувати подальші імпрези.
Учасниками фестивалю, зокрема, були: Едуард Драч, Іван Козаченко, гурт «Вій», Кость Павляк, Марія Бурмака, Олег Павлишин, Ольга Юнакова, Іван Сітарський, квартет Сокальські, гурт «Козацькі забави»,Всеволод Стеблюк та ін.
Перший фестиваль у 1990 році відбувся у м. Канів (стадіон «Магніт»).
Другий фестиваль у 1991 році відбувся у м. Київ (актова зала Інституту іноземних мов).
Третій фестиваль у 1992 році відбувся у м. Київ (Палац «Україна», заключний концерт — у Палаці спорту).